# Silene baccifera
Silene baccifera, смілка ягідна (дутень ягідний як Cucubalus baccifer) — вид рослин з родини гвоздичних (Caryophyllaceae), поширений у Євразії.

## Опис
Багаторічна трав'яниста рослина 50–200 см заввишки. Листки яйцеподібні або яйцювато-ланцетні. Квітки зеленувато-білі, в напівзонтиках, чашечки широко-дзвонові, при плодах роздуті. Коріння біле, поперечний переріз жовтий. Черешки 3–5 мм; листова пластинка 1.5–5(13) × 0.8–2(4) см, обидві поверхні волосисті у жилах, край цілий, війчастий, вершина загострена. Пелюстки ≈ 15 × 2.5 мм. Плід — чорна, куляста, 6–8 мм, м'ясиста ягода. Насіння чорне, ≈ 1.5 мм. 2n = 24.

## Поширення
Вид поширений у Європи й Азії.
В Україні вид зростає на річкових галявинах, вологих лісах, серед чагарників — на всій території, зазвичай; в півд. р-нах, рідше.

## Галерея

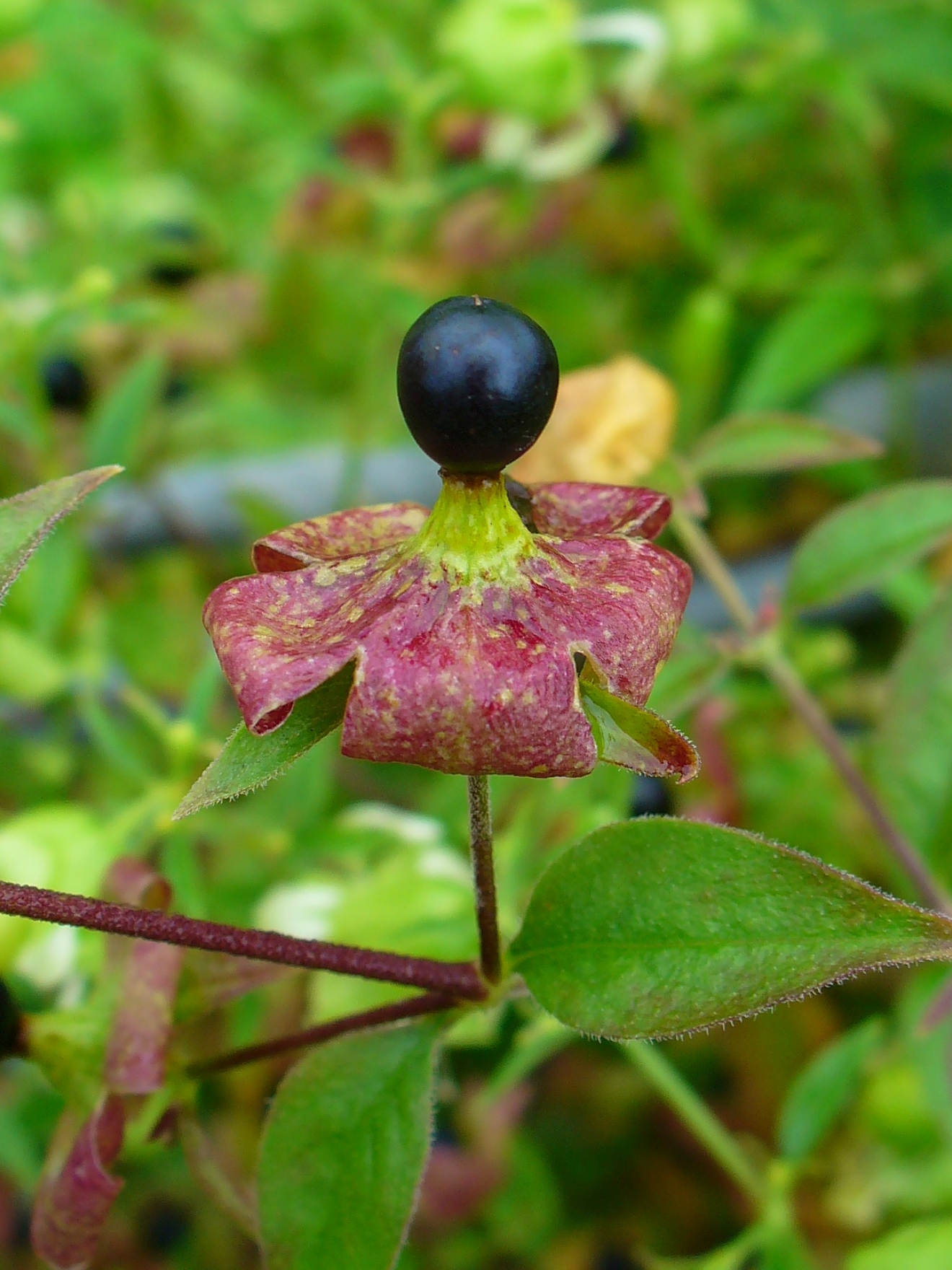
стигла ягода
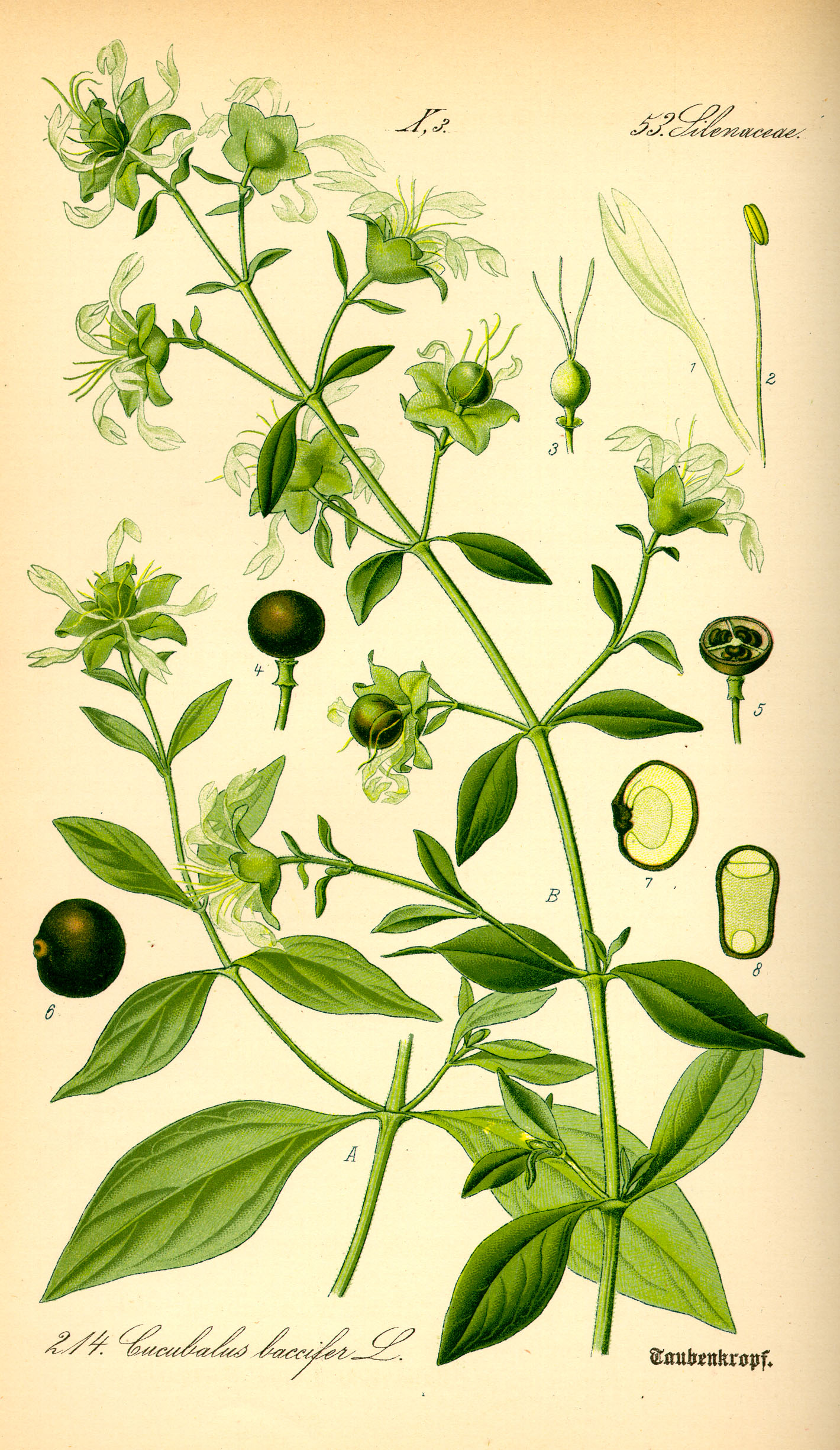
ілюстрація